# Nüchternheit
Nüchternheit bezeichnet in der deutschen Sprache einen nüchternen Zustand oder eine nüchterne Art.
Der Begriff kann sich auf verschiedene Bereiche beziehen, so etwa ‚nicht betrunken; keinen Alkohol getrunken habend‘, ‚ohne etwas gegessen, getrunken zu haben‘ sowie sich ‚auf das sachlich Gegebene, beschränkend; ohne schmückendes Beiwerk; auf das Zweckmäßige ausgerichtet‘. Veraltet bezeichnet nüchtern auch ‚ohne Würze; nicht genügend gesalzen‘. Als Synonyme gelten Kälte, Kühle und Sparsamkeit.

## Herkunft
Das Eigenschaftswort (oder Adjektiv) nüchtern – für ‚nicht gegessen und getrunken habend, mit leerem Magen, nicht betrunken‘, übertragen auch ‚besonnen, leidenschaftslos, phantasielos‘, ahd. nuohturn (10./11. Jh.; dazu die Weiterbildung nuohturnīn, um 1000, wie in nuohturnīn sīn ‚sich einer Sache enthalten‘), mhd. nüehtern, auch schon ‚nicht betrunken‘, mnd. nöchteren, mnl. nuchteren, nuchterne, nl. nuchter – ist eine Entlehnung aus dem Lateinischen nocturnus für ‚nächtlich‘, welches durch Angleichung an die einheimischen Bezeichnungen für ‚[die] Morgenfrühe, Dämmerung‘ – ahd. uohta (um 1000), mhd. uohte, uhte, nhd. (landschaftlich) Ucht, asächs. ūhta, mnd. uchte (verwandt mit Nacht) – entstand.
Wahrscheinlich handelt es sich etymologisch um ein in den Klöstern entstandenes Wort mit der Bedeutung ‚in der Morgendämmerung bestehend, frühmorgendlich, im Zustand des frühen Morgens befindlich‘, das heißt ‚noch nichts gegessen und getrunken habend‘ insbesondere in der Zeit des der Nachtruhe folgenden Morgengottesdienstes vor Einnahme der Morgenmahlzeit. Daraus entstanden Nüchternheit (Anf. 15. Jh.). ausnüchtern für ‚sich vom Zustand der Trunkenheit erholen‘ (17. Jh.); Ausnüchterung (Mitte 19. Jh.), ernüchtern ‚sich nach reichlichem Essen, von einem Rausch erholen‘, mhd. ernüchtern, ‚jmdn. aus einer gesteigerten Stimmung herausreißen‘ (18. Jh.); Ernüchterung (2. Hälfte 19. Jh.).

## Umgangssprachlicher Gebrauch
Neben der übertragenen Bedeutung (z. B. dass jemand einen nüchternen Charakter besitzt), gibt es umgangssprachlich ambivalente Bedeutungen von nüchtern im Bezug auf den Konsum von Speisen und Getränken: Zum einen im Sinne von „kein Alkohol in den letzten Stunden konsumiert“ (z. B. Alkohol-Abstinenz bei Teilnahme am Straßenverkehr), zum anderen im Sinne von „keinerlei Nahrung in den letzten Stunden konsumiert“ (sogenannte Nahrungskarenz vor medizinischen Maßnahmen).